# Sommer-Paralympics 2024/Teilnehmer (Mosambik)
| stlisierte Goldmedaille | stlisierte Silbermedaille | stlisierte Bronzemedaille |
| ----------------------- | ------------------------- | ------------------------- |
| —                       | —                         | —                         |

Mosambik entsandte für die Paralympischen Spiele 2024 in Paris eine Leichtathletin.

## Teilnehmer

### Leichtathletik
| Athleten        | Klassifizierung | Wettbewerb | Vorlauf/Vorkampf | Vorlauf/Vorkampf | Finale        | Finale        | Rang |
| Athleten        | Klassifizierung | Wettbewerb | Zeit/Weite       | Rang             | Zeit/Weite    | Rang          | Rang |
| --------------- | --------------- | ---------- | ---------------- | ---------------- | ------------- | ------------- | ---- |
| Frauen          |                 |            |                  |                  |               |               |      |
| Edmilsa Governo | T13             | 400 m      | nicht gestartet  | nicht gestartet  | ausgeschieden | ausgeschieden | —    |